# Дискуссия о переименовании Кирова в Вятку
Переименование Кирова поддержали:
- Инициативная группа общественности[1];
- Российская академия наук[2][3]
- Общественные деятели:
  - Кинорежиссёр, сценарист Никита Михалков[4]
  - Политик, лидер ЛДПР Владимир Жириновский[5]
  - Писатель и журналист Леонид Парфёнов[6]
  - Телеведущий Дмитрий Губерниев[7]
  - Дочь Юрия Гагарина Елена Гагарина[8]
- Кировское региональное отделение ЛДПР[9]
- Вятская епархия Русской православной церкви[10]

Противниками переименования Кирова выступили:
- Кировское региональное отделение КПРФ[11]
- большинство жителей города на плебисците в 1993 году и в опросе 1997 года[12]

Переименование Кирова в Вятку — предмет многолетней общественной дискуссии.
Дискуссии по данной теме ведутся на протяжении всей новейшей истории России. В пользу переименования высказывались мнения множества общественных деятелей, политических партий и общественных организаций. Противниками переименования, по большей части, выступают сторонники коммунистической партии и большинство жителей города.
Некоторые специалисты (Лавров, Владимир Михайлович) института истории Российской академии наук в 2009 году подготовили своё заключение и посчитали переименование целесообразным.

## История
Город Вятка (современное название Киров) входит в число древнейших городов северо-восточной части Европейской России.
Согласно данным летописных источников («Сказание о вятчанах», «Летописец старых лет» и «Повесть о стране Вятской») русские поселения вместе с городом Вятка были основаны в 1181 году новгородцами. В общероссийских летописях название города впервые упоминается в 1374 году.
Название Вятка является первоначальным. После возведения Кремля в 1457 году за городом закрепилось название Хлынов. Однако название Вятка не исчезло и продолжало использоваться в обиходе. В 1780 году императрица Екатерина II восстановила историческое название города.
Название Киров город получил после убийства одного из руководителей советского государства Сергея Мироновича Ко́стрикова (Ки́рова) в 1934 году. В постановлении о переименовании было сказано о том, что Вятка являлась «родиной Сергея Мироновича Кирова». Это не соответствует действительности — Сергей Миронович был уроженцем города Уржума Вятской губернии, в самой Вятке он никогда за свою жизнь не был. Жители Вятки не подавали ходатайств о переименовании и не желали этого. Стремление назвать город именем своего земляка изъявляли жители Уржума. Однако их желание не учли, партийные лидеры Вятки в своём стремлении выслужиться опередили коллег.
За основу своего псевдонима Костриков (Киров) взял имя болгарского хана Кира, найденное им в календаре (фамилия Киров довольно распространена в Болгарии). В свою очередь, имя Кир восходит к древнегреческому имени Кирос («господин, владыка»).
В постсоветской истории города попытки переименования предпринимались неоднократно. Однако почти каждый раз решение вопроса тормозилось. Единственный официальный опрос мнения граждан был проведён 12 декабря 1993 года, в день проведения референдума по принятию российской Конституции, в Кирове тогда состоялся плебисцит о возвращении городу названия Вятка. В опросе участвовали 30% от общего числа жителей города. Большинством голосов этих лиц решение о переименовании было отклонено. В 2006 году вопрос переименования поднял губернатор Николай Шаклеин. Предполагалось, что в 2007 году вместе в выборами в городскую думу будет проведён референдум, однако этого не произошло.
Вновь данный вопрос затронул губернатор Никита Белых. После обращения к нему инициативной группы граждан в 2009 году он распорядился создать рабочую комиссию для изучения мнения жителей города. Были приглашены специалисты Института истории РАН, которые в результате исследования высказались в пользу переименования города. В адрес комиссии поступило множество обращений, в большинстве из которых идея переименования была поддержана. Предполагалось, что окончательное решение будет принято на референдуме, который будет оплачен из внебюджетных средств за счёт специального фонда. Однако референдум неоднократно откладывался. В 2010 году его было провести невозможно из-за запрета, ввиду проведения Всероссийской переписи населения. В 2011 году проходили выборы в Государственную Думу. В 2012 году референдум вновь не был проведён.
В 2017 году была основана общественная организация «Возрождение Вятки». Её сторонники начали кампанию за возвращение городу исторического названия. В её рамках активисты проводят встречи с горожанами, обсуждают вопросы переименования.

## Текущее состояние
Несмотря на то что город продолжает носить название Киров, понятие Вятка имеет широкое распространение.
Оно используется в наименованиях местных организаций и учреждений (Вятская торгово-промышленная палата, Вятский государственный университет, Вятская государственная сельскохозяйственная академия, Вятский художественный музей и т. д.), СМИ («Вятский край», ГТРК «Вятка», «Вятский епархиальный вестник», «Вятская речь», «Вятский наблюдатель»), звучит в названиях научных и литературных сочинений (Энциклопедия земли Вятской), им именуются товары города («Вятский квас», Вятская матрёшка).

## Аргументы сторонников переименования
Отсутствие необходимости обновлять документы

Как поясняет юрист фонда «Возрождение Вятки» Марк Неустроев основная проблема в вопросе переименования — «нежелание людей испытывать бытовые проблемы». Согласно закону людям не придётся в срочном порядке менять свои документы, будь то паспорта или свидетельства о регистрации права собственности.
Не требуются большие бюджетные затраты

Кандидат исторических наук, профессор, председатель краеведческого общества Михаил Судовиков утверждает, что огромных денег для переименования города не потребуется: «Самая большая сумма — это два миллиона рублей на смену надписи при въезде в город. А все остальные перемены будут проводиться постепенно».
Покрыть все затраты по проведению переименования, по мнению юриста фонда «Возрождение Вятки» Марк Неустроева, смогут местные меценаты. Такого же мнения придерживалась рабочая группа при председателе Правительства Кировской Области и губернатор Никита Белых.
Нет необходимости в дорогостоящем референдуме

В 2012 году были внесены изменения в Федеральный закон «Об общих принципах организации местного самоуправления», вследствие чего отпала необходимость проведения референдума по вопросу переименования города.
Так, Марк Неустроев приводит пример: «В городе Тутаев Ярославской области вопрос о переименовании решался именно с помощью опроса».
Отсутствие согласия народа в 1934 году на переименование Вятки в Киров

Согласно архивным данным, в 1934 году после смерти Сергея Мироновича никто не спрашивал мнения вятчан по поводу изменения названия города. «Когда были митинги после его убийства, люди предлагали назвать в его честь театр или поставить памятник. Переименовывать целый город никто не просил», — поясняет Марк Неустроев.
Кандидат исторических наук, профессор, председатель краеведческого общества Михаил Судовиков рассказывает, что Сергей Костриков был убит 1 декабря 1934, а уже 5 декабря вышло постановление ВЦИК о переименовании. Постановление основывается на якобы письмах вятчан с просьбами переименовать город. Однако ни одного такового в архивах не было обнаружено. По мнению Михаила Судовикова это был просто политический ход.
Как поясняет Владимир Лавров, заместитель директора Института российской академии РАН, доктор исторических наук: «После убийства Кирова Сталин пытался создать культ личности этого политического деятеля. И переименование города послужило своеобразным пиар-ходом существовавшего тогда политического режима».
Отсутствие связи Сергея Кирова и города

Как следует из исторической экспертизы, проведённой институтом РАН, в Вятке Сергей Костриков за всю свою жизнь никогда не был и ни разу не упомянул её в своих выступлениях и работах, то есть его революционная и политическая деятельность не была связана с Вяткой. Учёные делают вывод о том, что переименование Вятки в Киров не имело оснований в истории и культуре города.
Название Киров связано с трагическими событиями

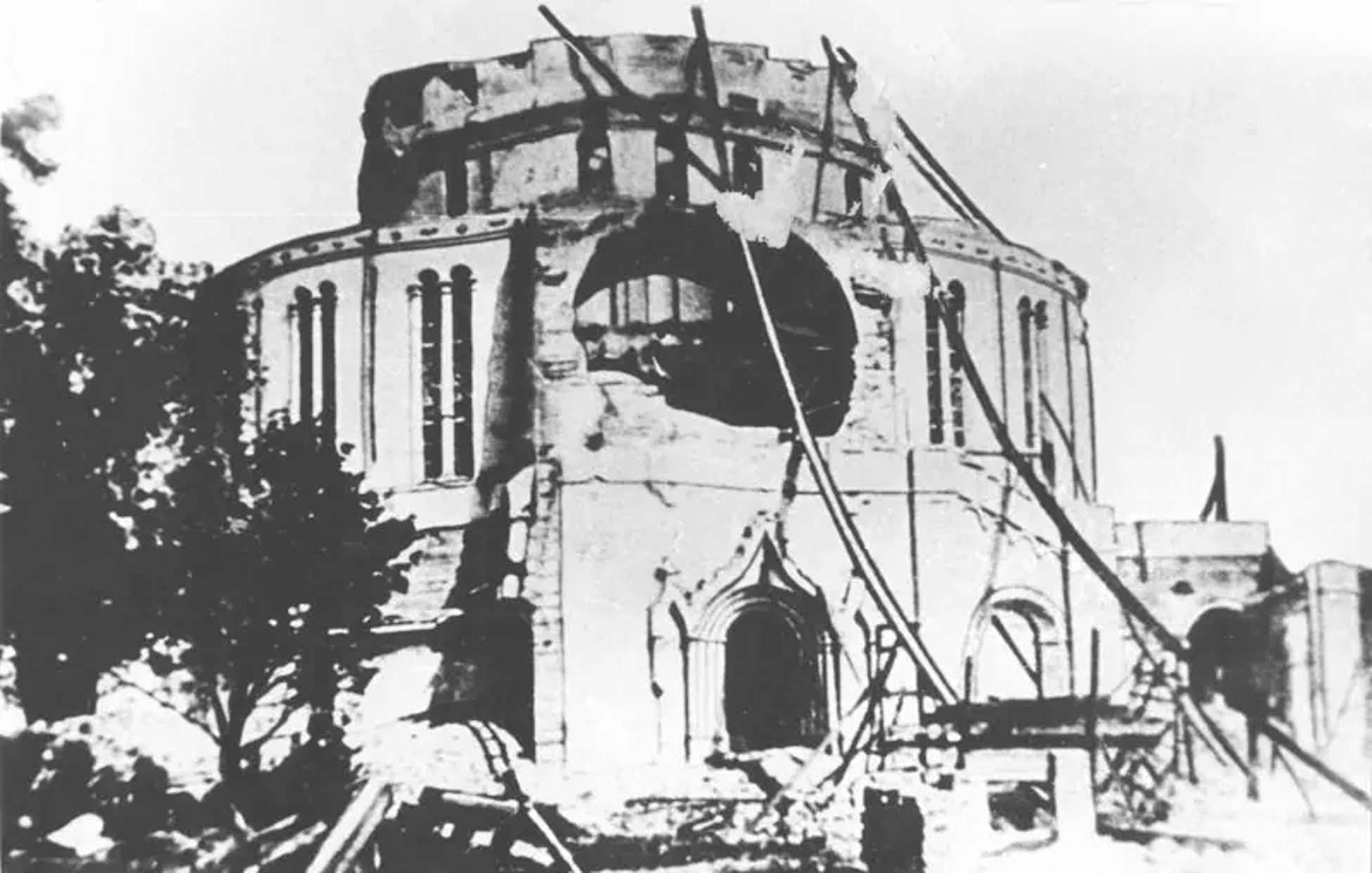
Разрушение Александро-Невского собора, 1937

Исторический институт РАН указывает на то, что название «Киров» связано с трагическими событиями истории города. В частности происходило уничтожение уникальных памятников наследия многовековой истории и культуры Вятки: «Уже в январе 1935 года утверждён новый генеральный план г. Кирова, в соответствии с которым в его центральной части в течение всего трёх лет закрыты и снесены Свято-Троицкий кафедральный собор (1762), Воскресенский собор (1700), Богоявленский собор (1709), Покровская церковь (1710), Владимиро-Богородицкая церковь (1718) и Александро-Невский собор, построенный в 1839—1864 годах по проекту А. Л. Витберга».
Помимо этого происходили массовые политические репрессии. Были арестованы и расстреляны многие невиновные горожане, в том числе управляющий Вятской епархией архиепископ Кировский и Слободской Киприан (Комаровский), после расстрела которого в 1937 году Кировская (Вятская) епархия перестала существовать. Также были закрыты мусульманская мечеть и старообрядческая молельня, их служители репрессированы.
Как отмечает РАН: «Коммунистические репрессии имели общегосударственный масштаб, однако в городе, которому присвоили имя коммунистического руководителя Кирова, погибшего якобы от рук членов „троцкистско-бухаринской банды“, обвинения в принадлежности к этой „банде“ предъявлялись с особым рвением».
Личность Сергея Кирова

Согласно архивным данным Сергей Костриков участвовал в красном терроре в годы гражданской войны на территории Азербайджана и Армении, в жестоком раскулачивании трудового крестьянства на Северо-Западе РСФСР, расстрелах при подавлении восстания рабочих и красноармейцев в Астрахани, а также в массовых репрессиях неповинных людей Ленинграда. Помимо этого, Сергей Миронович проводил репрессии в отношении выдающихся учёных Академии наук СССР.
Институт истории РАН отмечает: «До последнего вздоха Киров оставался сталинистом, отрицающим общечеловеческую нравственность и ненавидящим демократию. … С. М. Киров боролся за те идеологические предположения, которые к исходу XX века показали свою цивилизационную несостоятельность, утопичность и были отвергнуты народом России. Поэтому сохранение в демократической России XXI века его имени в названии города является явным анахронизмом».
Название Вятка связано со становлением города

Из исторической экспертизы РАН следует, что название Вятка является первоначальным, наиболее древним и отражает важнейшие этапы экономического, культурного, духовно-нравственного и социального развития города и России в целом. Также с этим названием связаны имена знаменитейших жителей города, внёсших большой вклад в развитие страны (в их числе приводятся Александр Герцен, Михаил Салтыков-Щедрин, Александр Грин, Константин Циолковский, Александр Спицын, Владимир Бехтерев и другие).
Сохранение исторической памяти и традиций

Как утверждают учёные РАН: «Из всех же наименований города наиболее устоявшимся в историческом пространстве следует признать название Вятка. … Считаем исторически целесообразным возвращение городу Кирову его названия Вятка как первоначального и самого устоявшегося в традиционной российской культуре».
Наиболее самобытные явления вятской культуры (такие как, например, дымковская игрушка или резьба по капа-корню) лишились естественной идентификации с наименованием города и региона. Сам же город утратил свою уникальность, смешавшись с остальными населёнными пунктами, названными в честь Сергея Кострикова.
Кандидат исторических наук, профессор, председатель краеведческого общества Михаил Судовиков отмечает: «Я считаю, что в таких древних и старинных городах, как наш, должно сохраняться историческое имя. У нас оно красивое — Вятка».

## Аргументы противников переименования
Ассоциации со словом Вятка

По мнению главы кировского отделения партии КПРФ Сергея Мамаева название «Вятка» вызывает у людей негативные впечатления и ассоциируется со ссыльным краем. А само слово переводится с удмуртского языка как «плывущий бобёр». Однако в настоящее время наиболее распространённой является версия Л. Н. Макаровой, согласно которой название «Вятка» родственно древнерусскому слову вятше (вяче, вяще) «больше», и образовалось путём присоединения суффикса -ка, свойственного русским названиям рек. Соответственно, название Вятка переводится как «бо́льшая». (Подробнее…)
В 1993 году кировчане высказались против переименования

Депутат Кировской городской думы, секретарь областного комитета КПРФ Алексей Вотинцев считает, что не стоит раскачивать лодку. По его мнению любые подобные инициативы — политические игры: «Референдум 1993 года показал, что кировчане против переименования города. Решение уже принято». Официальный сайт регионального отделения коммунистической партии утверждает, что мнение жителей города не изменилось.
Однако в 2009 году, в адрес созданной губернатором рабочей группы по обсуждению вопроса переименования поступило множество обращений, в большинстве из которых данная идея была поддержана. Также, как утверждает юрист фонда «Возрождение Вятки» Марк Неустроев общество с тех лет заметно изменилось. По данным опроса 1993 года за переименование проголосовало всего 30 % от общего числа горожан.
Личность Сергея Кирова

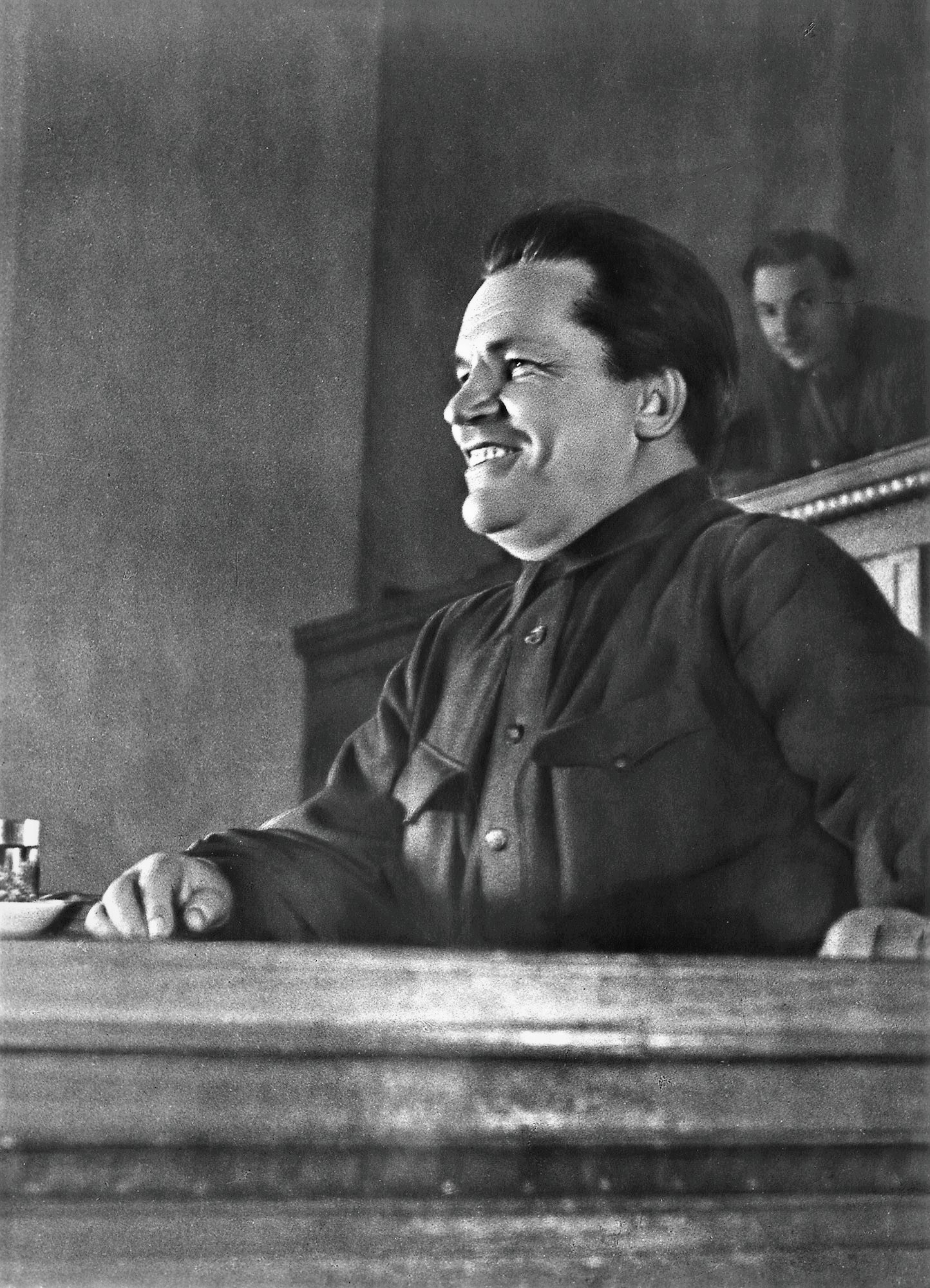
Сергей Миронович Киров выступает на XVII съезде ВКП(б). Москва, 1934 год. Фото Михаила Калашникова

Как утверждают в кировском отделении КПРФ, Сергей Киров был выдающимся человеком, политиком, партийным работником и революционером. На своём примере Сергей Костриков показал, как обычный парень из небольшого городка может стать вторым человеком страны. Всё это является показателем наличия и эффективности социальных лифтов в Советском Союзе.
В заявлении Президиума ЦК КПРФ говорится о том, что Сергей Костриков известен как человек, который боролся за власть трудового народа. Его имя остаётся «символом эффективной деятельности подлинно народной власти».
Как утверждает руководитель фракции КПРФ в законодательном собрании Кировской области Сергей Мамаев, Сергей Киров пользуется уважением людей в обществе.
Желание противников советской власти взять реванш

По мнению преподавателя рисунка, живописи и искусствоведа Марии Пируевой, желание переименовать город связано с потребностью отомстить советской власти и свести с ней счёты, а также реализовать свои «прежние подавленные обиды и унижения».
Горожане испытывали скорбь по утрате Сергея Кирова

Новость о смерти Сергея Кострикова была немедленно опубликована в номере газеты «Вятская правда» от 2 декабря 1934 года. Впоследствии, вплоть до 8 числа все выпуски газеты были в основном посвящены утрате политического деятеля. Газета сообщает о многотысячных памятных митингах и маршах. Были опубликованы заявления от лица рабочих с выражением скорби в связи с трагическим убийством.
Горожане привыкли к нынешнему названию

Участники пикета КПРФ высказывали недоумение в связи с планами городских властей по переименованию города. По их мнению, привычное название города менять не стоит.